# Cassop
Cassop – wieś w Anglii, w hrabstwie Durham. Leży 9 km na południowy wschód od miasta Durham i 370 km na północ od Londynu. Miejscowość liczy 500 mieszkańców.